# 이상한 나라의 앨리스 (1903년 영화)
이상한 나라의 앨리스(Alice in Wonderland)는 영국에서 제작된 퍼시 스토우 감독의 1903년 판타지 영화이다. 세실 M. 헵워스 등이 주연으로 출연하였다.

## 출연

### 주연
- 세실 M. 헵워스

## 제작진
- 원작자: 루이스 캐럴

## 같이 보기
- 영국 영화